# Salar de Coipasa
Salar de Coipasa é o quinto maior deserto de sal contínuo do mundo, e o segundo mais importante da América do Sul. Ele possui 2.218 km² de extensão (tem em torno de 70 km de comprimento por 50 km), e está a 3.657m de altitude.
Conhecido como “O Espelho do Céu”, o Salar de Coipasa pertence à Bolívia e ao Chile, e forma parte da Rodovia Tourist Intersalar. Situa-se, no lado boliviano, na parte ocidental da Bolívia, a 225 km da cidade de Oruro, e no lado Chileno, pertence à comuna de Colchane. 80% do território da cidade boliviana de Coipasa é cercada pelo salar.
Ele é um reservatório natural de muito potássio e lítio, declarado em 2007 como Reserva de mineração Fiscal. O Lago Coipasa fica inteiramente dentro deste salar.